# سیارک ۲۳۱۲۸
سیارک ۲۳۱۲۸ (به انگلیسی: 23128 Dorminy، نامگذاری:2000AQ98) بیست و سه هزار و صد و بیست و هشتمین سیارک کشف شده‌است که در ۵ ژانویه ۲۰۰۰ کشف شد.
قدر مطلق سیارک برابر ۱۴.۸ است.